# Piper lineolatifolium
Piper lineolatifolium är en pepparväxtart som beskrevs av Trel. & Yunck.. Piper lineolatifolium ingår i släktet Piper och familjen pepparväxter. Inga underarter finns listade i Catalogue of Life.